# Associação Portuguesa dos Amigos dos Caminhos de Ferro
La Associação Portuguesa dos Amigos dos Caminhos de Ferro, más conocida como APAC (traducido al español Asociación Portuguesa de Amigos de los Ferrocarriles), es una asociación sin fines lucrativos portuguesa, que tiene por fin estudiar, promover y defender el transporte ferroviario en Portugal.

## Historia y características

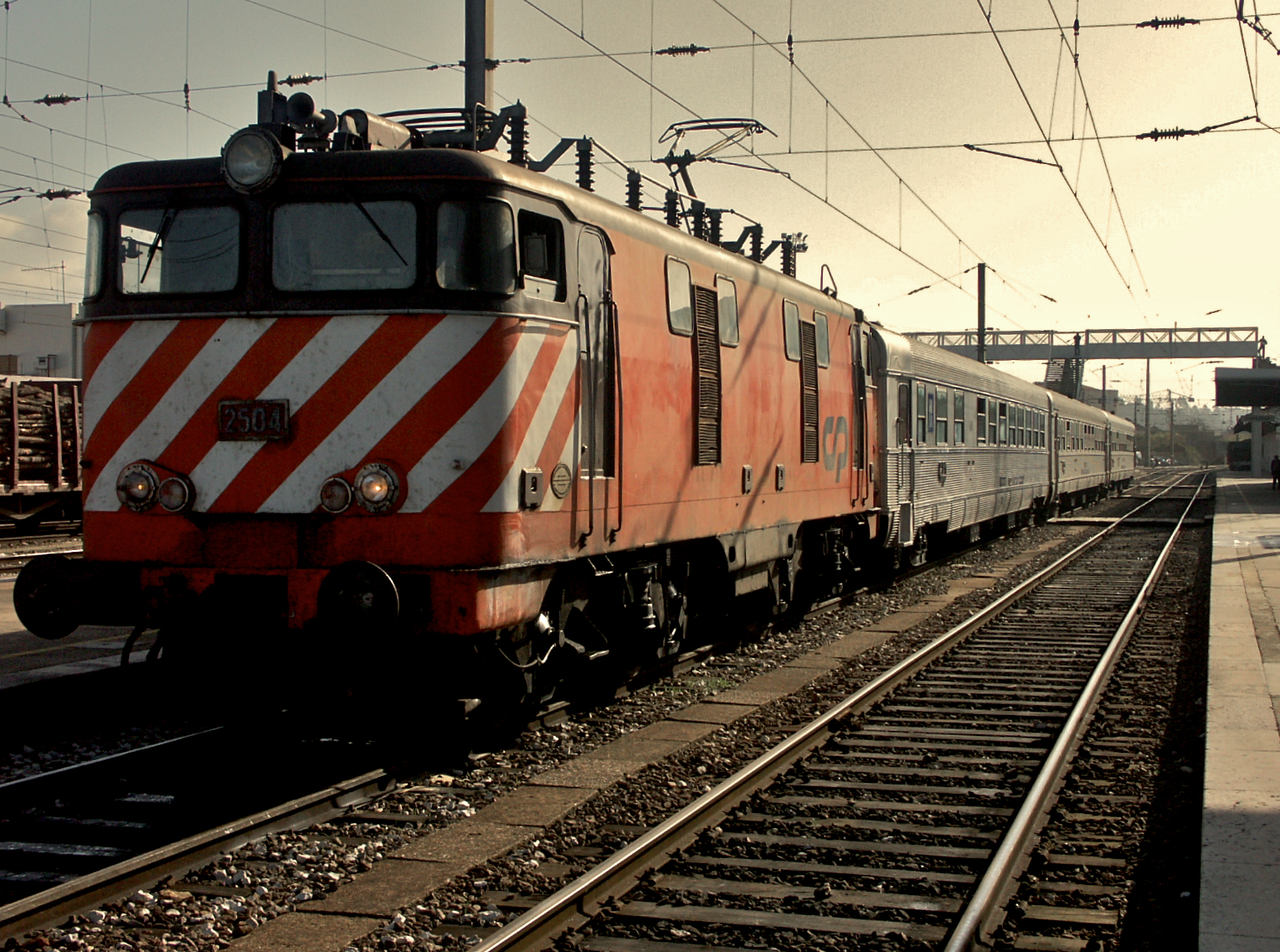
Composición especial, organizado por la APAC a finales de 2007 para conmemorar los 125 años de la Línea de Beira Alta, y los 50 años de servicio comercial de las locomotoras de la CP Serie 2500.

Fundada en 1977, inició sus actividades en 1980, con la realización de una exposición; desde entonces, ha sufrido una expansión considerable, contando, en 2010, con 1.300 miembros en Portugal y en el extranjero. En 1984, fue creado el Núcleo Regional Norte, que fue instalado en la Estación de Porto-São Bento. Entre las actividades de esta organización, se cuenta la realización de varios viajes temáticos, como los realizados entre Évora y Beja, en mayo de 1993.